# Амфинома
Амфинома (др.-греч. Ἀμφινόμη) — имя ряда персонажей греческой мифологии:
- одна из нереид[1][2][3];
- дочь Пелия, которую Ясон выдал за Андремона[4][5];
- жена Эсона по данным Диодора Сицилийского[6], мать Ясона, покончившая собой из-за преследований со стороны Пелия[7] (в других источниках Полимеда[8], Полимела, Алкимеда[9])[10];
- жена беотийца Аризела, мать Гарпалиона, убитого под Троей Энеем[11][12].